# Hydrochoerus gaylordi
Hydrochoerus gaylordi (названий на честь американського політичного консультанта Джозефа Гейлорда) — це вимерлий вид капібари, який мешкав у Гренаді в період пізнього пліоцену до раннього плейстоцену. Цей вид був знайдений у 1991 році Рональдом Сінгером та його колегами на основі верхньої щелепи з 3 корінними зубами, але він був названий лише у 2000 році. Він може бути недійсним і синонімом Hydrochoerus hydrochaeris.

## Опис
Через брак збереженого матеріалу, деякі ознаки відрізняють цей вид від інших видів капібар. Єдиний відомий зразок — часткова верхня щелепа, що зберігає M1-M3. Вид розрізняється за його оклюзійним малюнком, у якому букальне з'єднання пластинок M2 не втрачається протягом онтогенезу, що робить його неотеничною ознакою. Як правило, у капібар щічний зв’язок у пластинках присутній у молодших особин, але втрачається до того часу, коли вони стають молодими, що робить їх більш гіпсодонтами. H. gaylordi був меншим видом капібари, можливо через те, що він був острівним видом.
Однак повторний аналіз у 2013 році виявив, що ця діагностична ознака є просто онтогенетичною варіацією, оскільки верхня щелепа може походити від підлітка на основі розміру, що означає, що вид може бути синонімом Hydrochoerus hydrochaeris. Для вирішення проблеми потрібні додаткові матеріали та нові аналізи.